# Camaridium atratum
Camaridium atratum är en orkidéart som först beskrevs av Juan José Martinez de Lexarza, och fick sitt nu gällande namn av Mario Alberto Blanco. Camaridium atratum ingår i släktet Camaridium och familjen orkidéer. Inga underarter finns listade i Catalogue of Life.